# Władysław Drapiewski

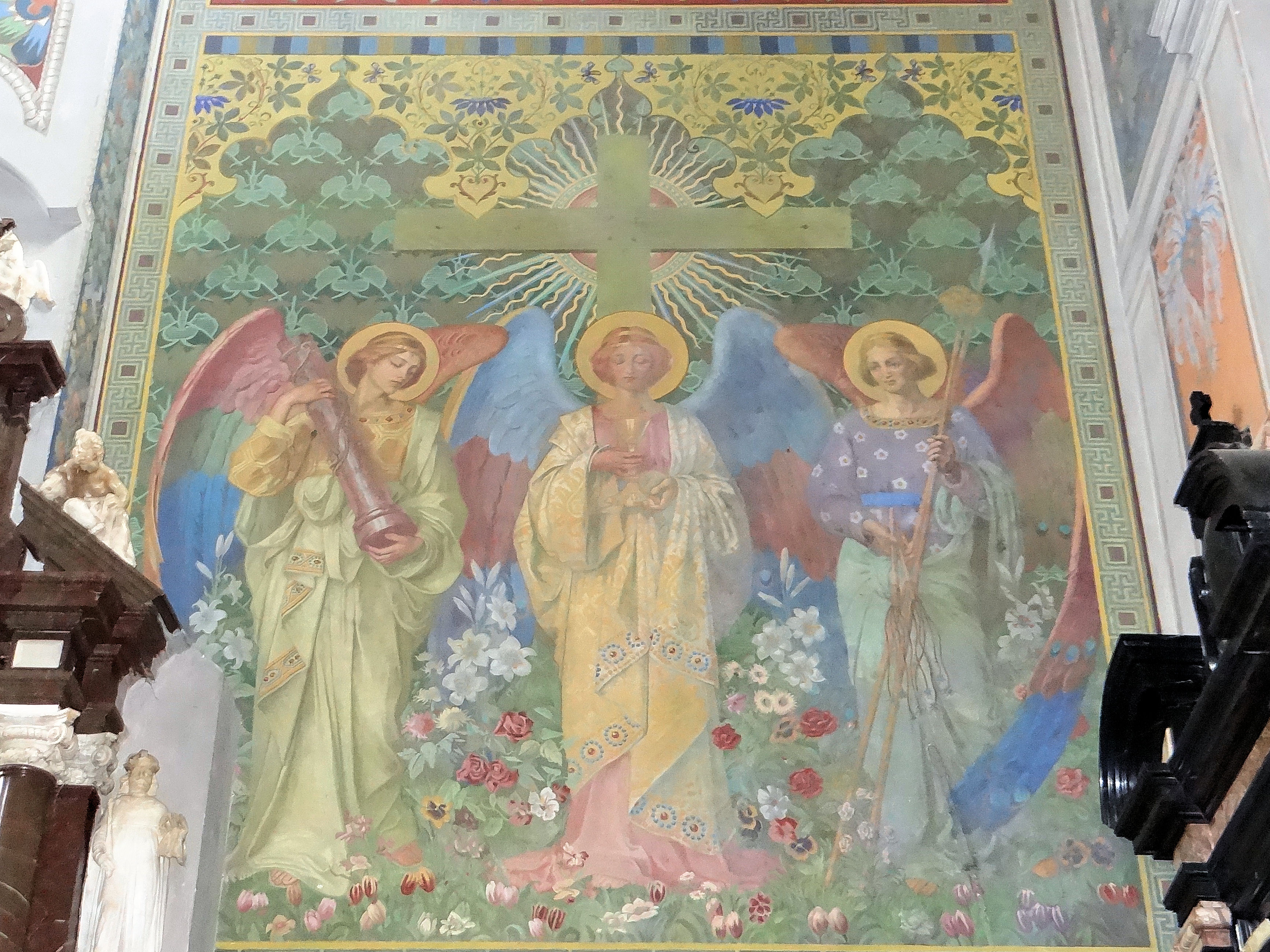
Polichromie we wnętrzu Bazyliki Katedralnej Wniebowstąpienia Najświętszej Maryi Panny w Płocku

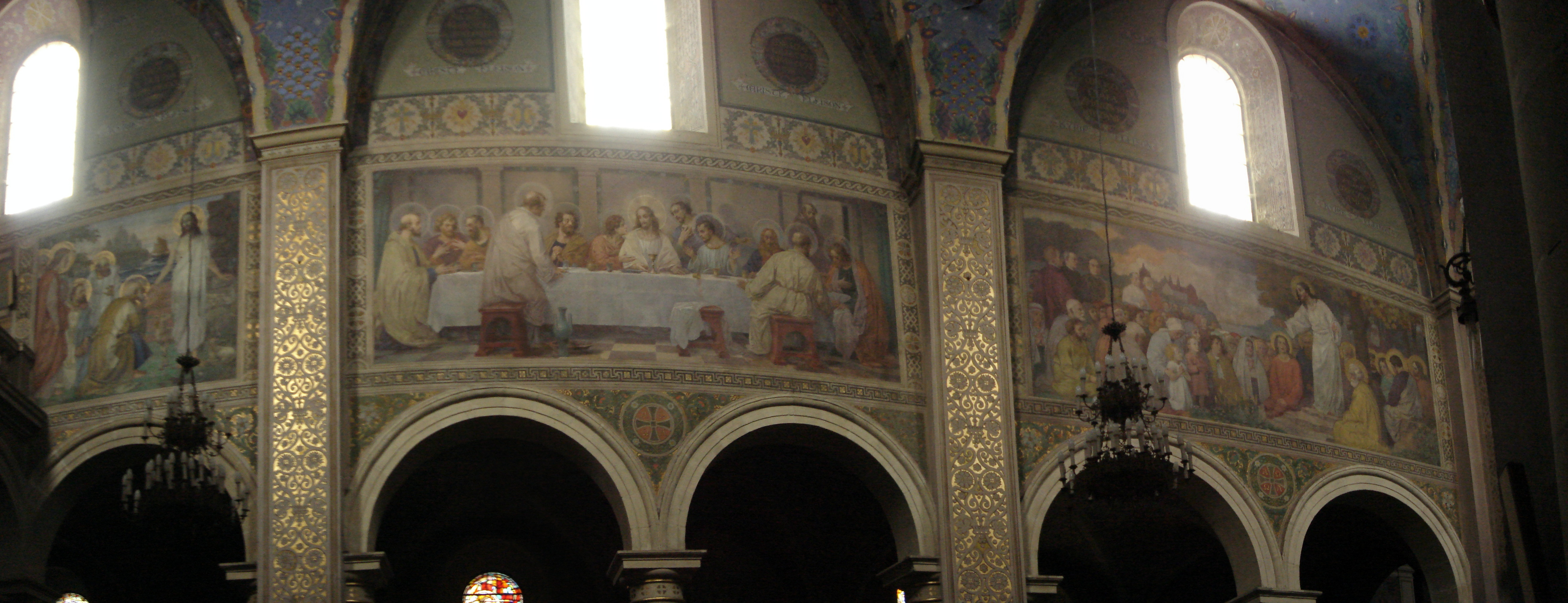
Polichromie we wnętrzu Bazyliki Katedralnej Wniebowstąpienia Najświętszej Maryi Panny w Płocku

Władysław Drapiewski (ur. 12 listopada 1876 w Gackach, zm. 30 grudnia 1961 w Pelplinie) – polski malarz, jeden z najbardziej znanych twórców ściennego malarstwa sakralnego I połowy XX wieku. 

## Życiorys
Naukę malarstwa i grafiki początkowo pobierał u Antoniego Szymańskiego, w 1899 wyjechał do Kevelaer, gdzie studiował w kierowanej przez Friedricha Stummela Międzynarodowej Szkole Malarstwa Kościelnego. Nauczano tam malarstwa w zgodnie z założeniami artystycznymi tzw. grupy Nazareńczyków tj. twórczość oparta na wzorcach quattrocento. Równocześnie odbył podróże artystyczne do Paryża, Berlina, Monachium i Rzymu. Po powrocie na ziemie polskie został zaangażowany do dużego projektu, którym było stworzenie polichromii wnętrza Bazyliki Katedralnej Wniebowstąpienia Najświętszej Maryi Panny w Płocku. Stało się tak ponieważ po rozstrzygnięciu konkursu w 1901 wybrano projekt Józefa Mehoffera, ale biskup Jerzy Józef Szembek miał zastrzeżenia w kwestiach liturgicznych i wobec braku porozumienia prace przerwano. W międzyczasie biskupem ordynariuszem płockim został Apolinary Wnukowski, któremu zaprezentowano projekt Władysława Drapiewskiego, zyskał on aprobatę zarówno biskupa jak i kapituły. Do pomocy przy tak dużym projekcie zatrudnił on poznanego na studiach malarza Nicolasa Brüchera. Malowanym postaciom nadawał twarze osób powszechnie wówczas znanych m.in. uczonych Tadeusza Korzona, Władysława Smoleńskiego i Stanisława Tarnowskiego. Jako tło umieścił panoramę Płocka, do wizerunku aniołów pozowały młode mieszkanki miasta m.in. Mira Zimińska. Swoistym autoportretem artysty jest umieszczona na katedralnej polichromii postać św. Piotra. W 1914 jako mieszkaniec zaboru pruskiego został aresztowany i zesłany w głąb Rosji, jego prace w tym czasie kontynuował Czesław Idźkiewicz, który był jego uczniem i asystentem. W wykonaniu wielu projektów pomagali mu bracia Leon (1885-1970) i Kazimierz (1889-1978), a późniejszych latach również ich synowie. Ogółem wykonał polichromie ścienne w 122 świątyniach, najwięcej na Mazowszu i terenach położonych od niego na wschód. Poza świątyniami ozdabiał również wnętrza gmachów publicznych m.in. w Liceum Ogólnokształcącym im. Marszałka Stanisława Małachowskiego w Płocku. W 1928 papież Pius XI odznaczył go Krzyżem Laterańskim. Krytyczne nastawienie do estetyzmu historycznego sprawiało, że twórczość Władysława Drapiewskiego była pogardliwie określana "drapiewszczyzną", co utożsamiano z prowincjonalizmem i brakiem smaku. Od 1918 mieszkał na stałe w Pelplinie, skąd został w 1943 wysiedlony, wówczas udał się do Opactwa k. Sieciechowa i przebywał tam do 1946. W 1958 papież Pius XII odznaczył artystę Krzyżem Komandorskim św. Grzegorza.

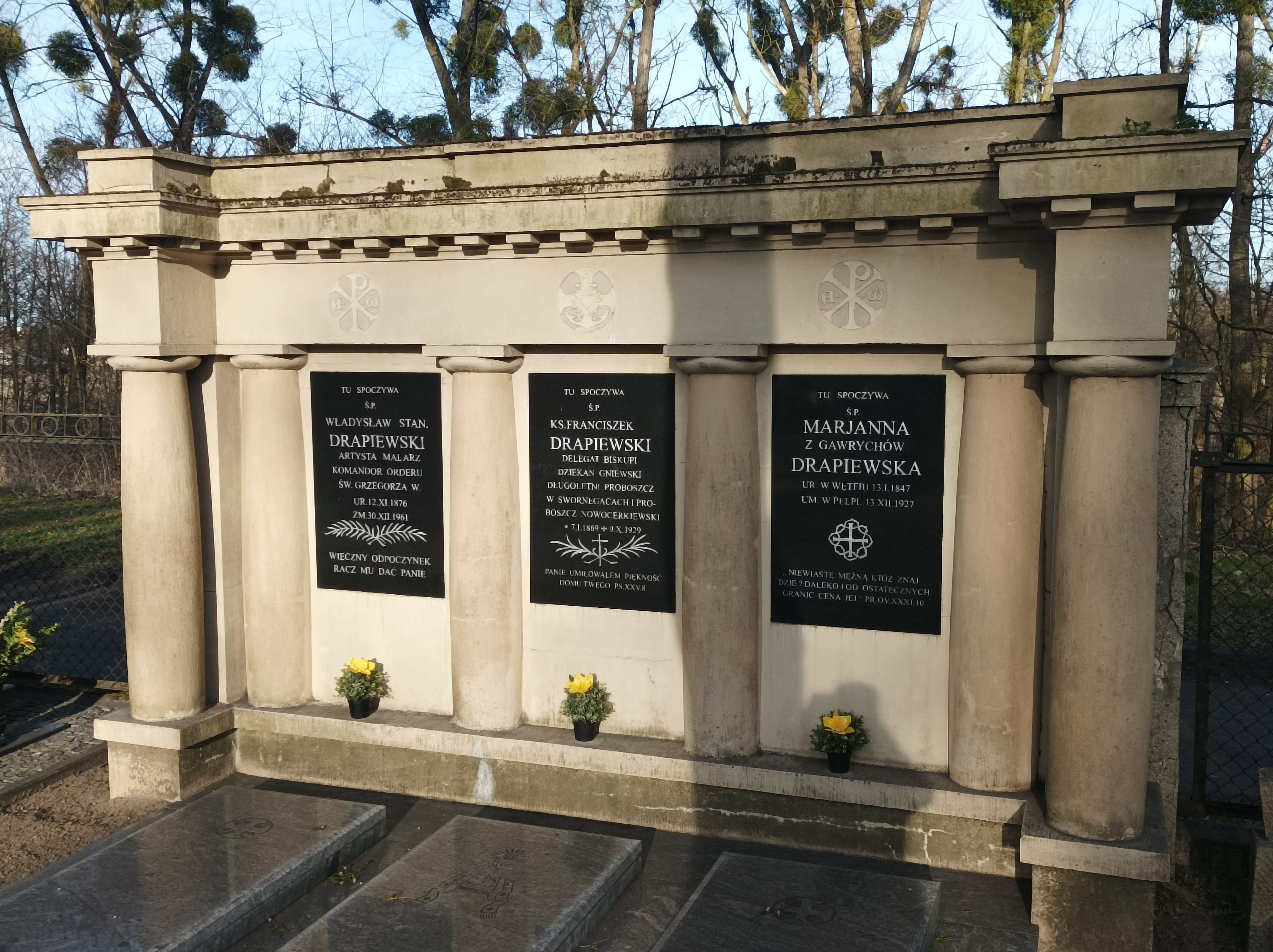
Grób Władysława Drapiewskiego w Pelplinie